# Romain Furnière
Romain Furnière (* 11. November 1943 in Ingooigem) ist ein ehemaliger belgischer Radrennfahrer.

## Sportliche Laufbahn
Furnière war im Straßenradsport aktiv. Als Amateur siegte er 1964 und 1965 im Eintagesrennen Gent–Wervik. 1965 bestritt er mit der Nationalmannschaft die Österreich-Rundfahrt und gewann dort eine Etappe. In der Belgien-Rundfahrt für Amateure holte er zwei Etappensiege. In der Tour de l’Avenir 1966 wurde er 45.
Von 1957 bis 1971 war er Radprofi. 1967 und 1968 gelang ihm jeweils ein Etappensieg in der Portugal-Rundfahrt. 1968 gewann er das Rennen Halle–Ingooigem.